# Łukasz Gacek
Łukasz Piotr Gacek (ur. 25 lutego 1978) – polski politolog i kulturoznawca, doktor habilitowany nauk społecznych, profesor uczelni Uniwersytetu Jagiellońskiego. Kierownik Zakładu Chin w Instytucie Bliskiego i Dalekiego Wschodu UJ. W latach 2017-2018 zatrudniony na stanowisku Analyst & Business Development Manager w KGHM Shanghai Copper Trading Co. Ltd.

## Kariera naukowa
W 2002 roku ukończył studia z zakresu politologii i nauk społecznych, w 2003 z zakresu kulturoznawstwa na Uniwersytecie Jagiellońskim. 25 września 2007 r. uzyskał na UJ stopień doktora nauk humanistycznych w dyscyplinie nauk o polityce na podstawie rozprawy Chińskie elity polityczne wobec procesu modernizacji 1921-2000, której promotorem był Maria Roman Sławiński. 14 października 2014 r. uzyskał na tej samej uczelni stopień doktora habilitowanego nauk społecznych w dyscyplinie nauk o polityce na podstawie dorobku naukowego oraz pracy Bezpieczeństwo energetyczne Chin. Aktywność państwowych przedsiębiorstw na rynkach zagranicznych.

## Wybrane publikacje
- Chińskie elity polityczne w XX wieku (2009)
- Pokojowe negocjacje czy twarda gra? Rozwój stosunków ponad Cieśniną Tajwańską (2012)
- Bezpieczeństwo energetyczne Chin. Aktywność państwowych przedsiębiorstw na rynkach zagranicznych (2012)
- Azja Centralna w polityce energetycznej Chin (2013)
- China at the Beginning of 21th Century (red., 2014)
- Zielona energia w Chinach. Zrównoważony rozwój – Ochrona środowiska – Gospodarka niskoemisyjna (2015)
- Bliżej Azji. Współczesne wyzwania dla bezpieczeństwa (red., 2017)
- Cywilizacja ekologiczna i transformacja energetyczna w Chinach (2020)
- China’s Environmental Protection Policy in Light of European Union Standards (2021)